# Pogonomyrmex texanus
Pogonomyrmex texanus är en myrart som beskrevs av Francke och Merickel 1982. Pogonomyrmex texanus ingår i släktet Pogonomyrmex och familjen myror. Inga underarter finns listade i Catalogue of Life.

## Bildgalleri

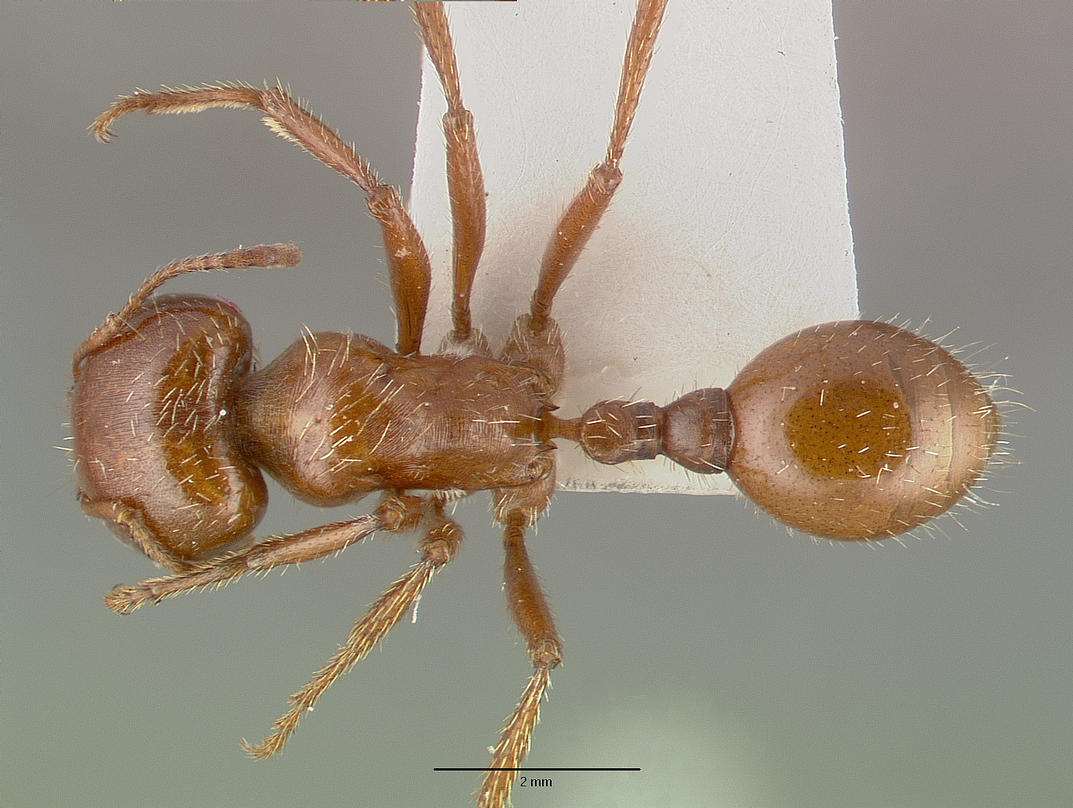
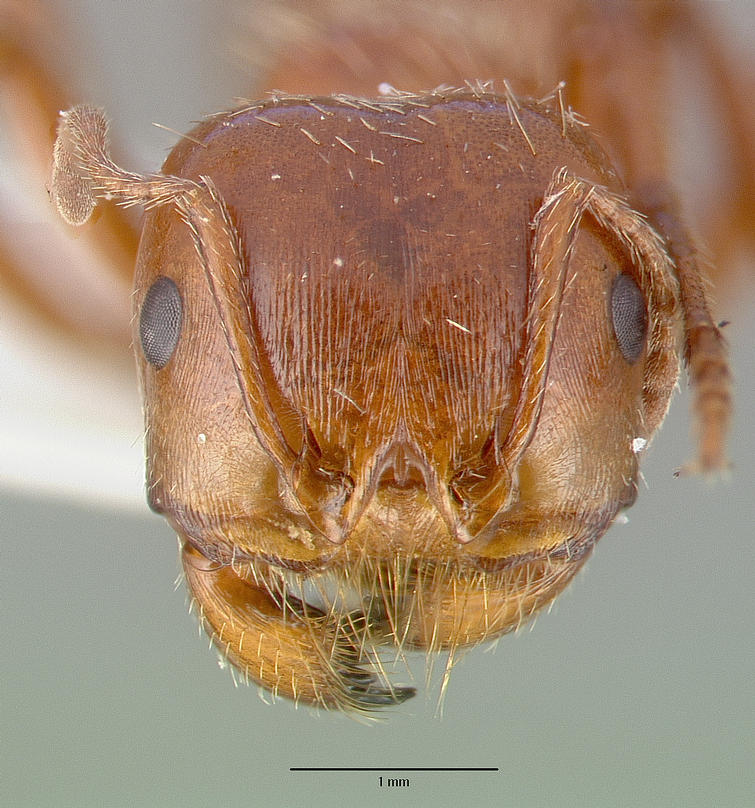
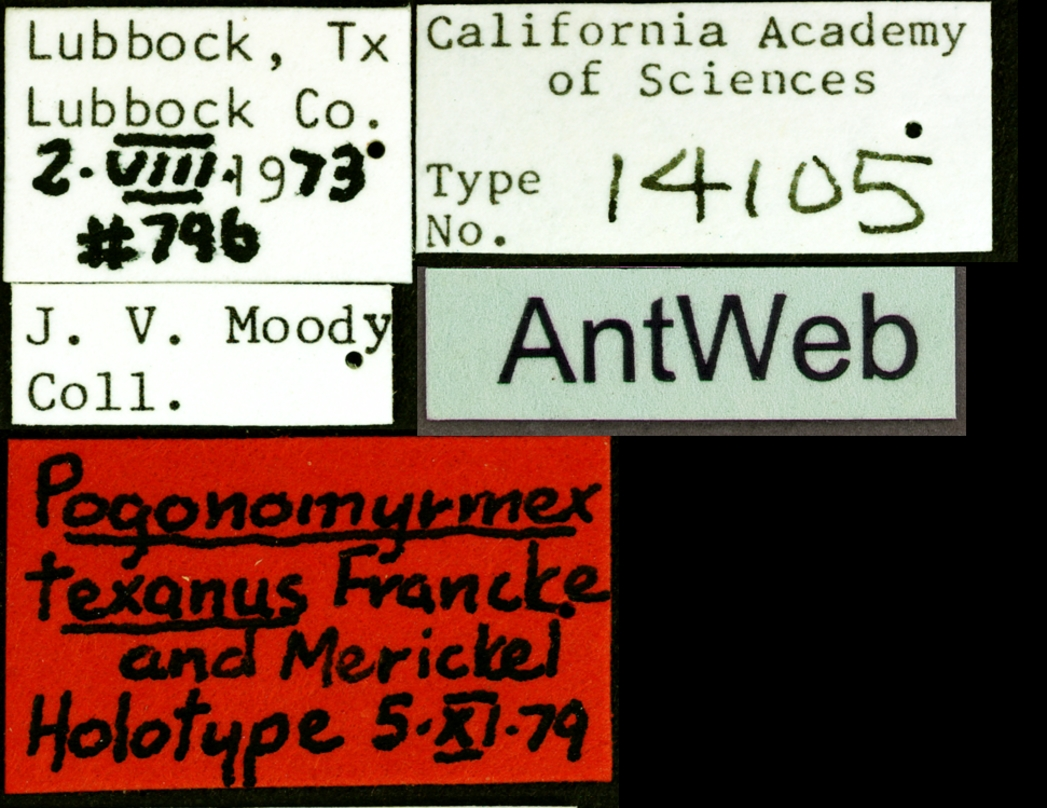
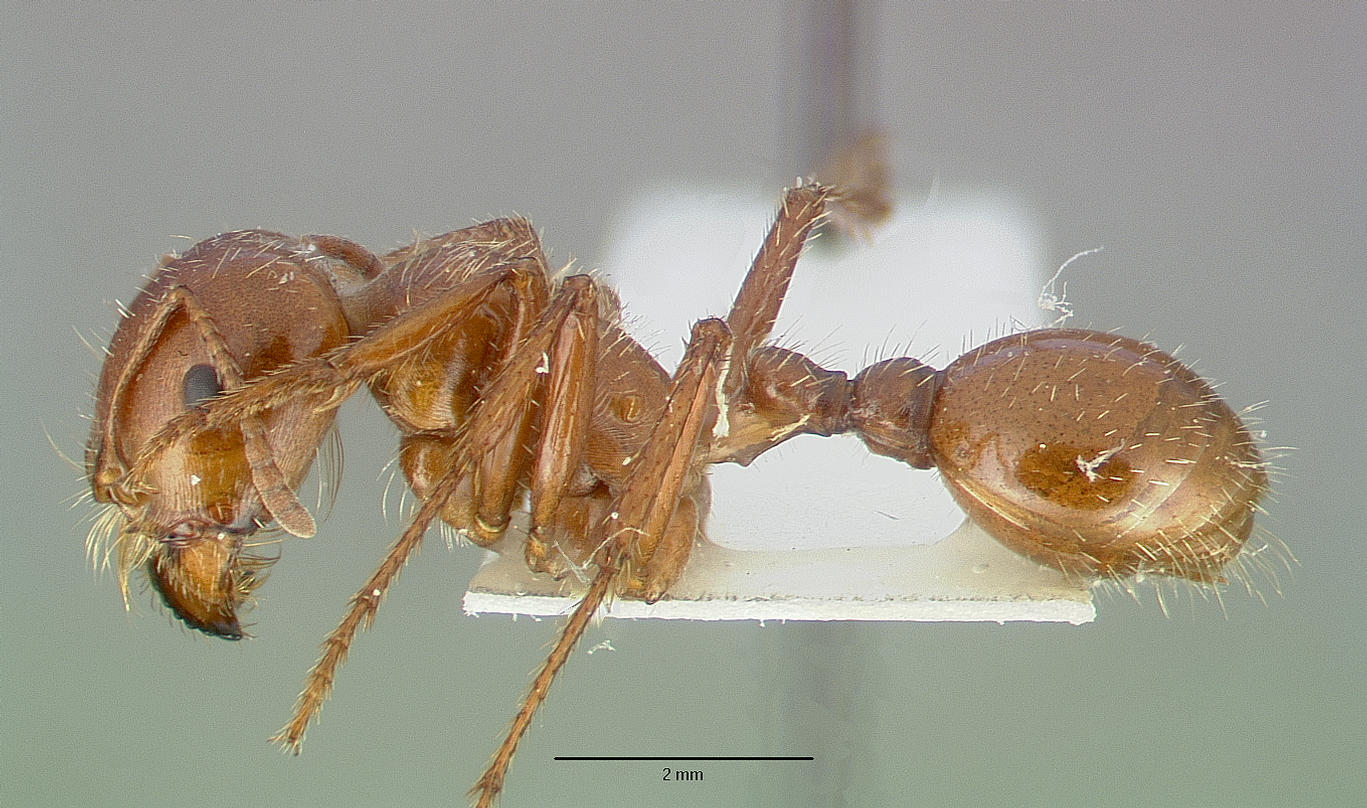